# Угримов, Александр Александрович
Александр Александрович Угримов (11 февраля 1906, Лез Авант — 23 июня 1981, Москва) — советский эмигрант первой волны, член движения младороссов, участник Французского Сопротивления. Друг и помощник Александра Солженицына.

## Биография
Александр Александрович Угримов родился в семье видного российского агронома Александра Ивановича Угримова (1874—1957) и Надежды Владимировны Гаркави в Лез Авант (Les Avants), Швейцария. Его отец был доктором биологических наук, президентом Московского сельскохозяйственного общества (1906—1922), а в 1921 году входил в состав Всероссийского Комитета помощи голодающим. В 1922 году был выслан за границу на «философском пароходе», в 1948 году — вернулся в СССР, работал агрономом.
Александр Угримов учился в частной гимназии Репман, куда поступил в 1917 году. В 1918 году вступил в скаутский отряд В. А. Попова. В 1919 и 1920 годах место учился в гимназии Хвостовой и 11-й трудовой школе (бывшей гимназии А. С. и А. Д. Алфёровых).
В сентябре 1922 года вместе с семьёй на «философском пароходе» был выслан в Германию по распоряжению ГПУ.
В Германии Александр Угримов получил аттестат зрелости в 1925 году и поступил в Высшую сельскохозяйственную школу в Берлине, а затем — на сельскохозяйственное отделение Высшей технической школы «Вайхенстефан» в Мюнхене, которую окончил в 1929 году с дипломом агронома.
Затем Угримов переезжает во Францию и поступает на работу в парижскую Высшую Французскую мукомольную школу в Париже на должность научного сотрудника и руководителя лаборатории физических свойств теста. В это же время начинается его активное участие в социал-монархическом движении Младороссов, руководил одним из парижских отделений «очагов» движения.
В 1932 году Александр Угримов женится на Ирине Николаевне Муравьёвой. Венчание происходило на Трёхсвятительском подворье на rue Petel, венчал новобрачных митрополит Вениамин (Федченков). Ирина стала лидером женской организации младороссов. В 1934 году в семье родилась дочь Татьяна. В 1937 году Александр и Ирина покидают ряды младороссов.
В 1938 году Александр Угримов указом Министерства просвещения Франции назначен адъюнкт-профессором Высшей мукомольной школы, однако уже в 1940 году это место работы приходится покинуть из-за указа правительства Виши, запрещающего иностранцам заниматься учебной работой в государственных учреждениях.

### Участие в движении Сопротивления
После своего увольнения из Высшей мукомольной школы, Угримов стал работать инженером-крупчатником и заведующим производством на мельнице сельскохозяйственного коллектива города Дурдан, под Парижем. Там же он организует свою подпольную антинацистскую группу, позднее ставшей известной как «Дурданская группа», действовавшая с 1941 по 1944 годы.
В неё вошло около двадцати человек. Участники занимались сбором оружия, сбрасываемого союзниками на парашютах, оружие пряталось на мельнице, где работал Угримов. Семья Угримовых в течение шести недель прятали у себя дома раненого американского лётчика, а впоследствии — группы советских солдат, бежавших из концлагерей. Накануне освобождения Дурдана, Угримов смог связаться с американским командованием и сообщить ценные разведданые, за что впоследствии был награждён Военным Крестом. В августе 1944 года при освобождении Дурдана Александр Александрович лично принимал участие в боях против немецких войск, командуя бойцами своей подпольной группы.
В октябре 1944 года Угримов становится товарищем председателя «Содружества Русских Добровольцев, Партизан и Участников Сопротивления во Франции».

### Отъезд в СССР
После войны Угримовы переезжают в городе Аннеси, где Александр Александрович становится техническим директором мельницы Клеше.
В 1947 году Угримов был избран председателем местного отдела «Союза советских патриотов», позднее переименованного в «Союз советских граждан во Франции». Союз занимался выдачей советских паспортов эмигрантам и организовывал репатриацию на Родину. В ноябре 1947 года французскими властями были произведены аресты большинства руководящих лиц Союза и высылка их в СССР. Так Угримов оказался в Германии, где с декабря 1947 года по февраль 1948 находился в советской оккупационной зоне, ожидая дальнейшего решения своей судьбы. В марте 1948 года он прибывает в Москву и назначается заместителем главного инженера мельничного комбината № 2 Саратовского треста.
В 1948 году Угримов работает в Саратове. В мае в СССР приезжает семья Угримова.

### Арест и лагерь
15 июня 1948 года Угримов и его жена были арестованы и отправлены на Лубянку, а затем — в Лефортово. В ноябре 1948 года осуждён особым совещанием на 10 лет ИТЛ. В конце 1948 года прибыл в Воркутинский лагерь особого режима при шахте номер 7. Участник забастовки, получившей позднее название Воркутинское восстание, оставил о ней воспоминания.
В 1954 году дело против А. А. Угримова и И. Н. Угримовой было прекращено, а 27 июля 1954 года они были освобождены.
В 1957 году отец А. А. Угримова, Александр Иванович, был реабилитирован постановлением Верховного Суда РСФСР за свою высылку из страны в 1922 году.

### 1954—1981 гг.
После освобождения Александр Угримов работал переводчиком технических текстов во Всесоюзной Торговой Палате, Бюро переводов иностранной военной литературы и т. п. В 1955 году был взят на работу переводчиком во Всесоюзный институт лёгкого и текстильного машиностроения.
В 1967 году вышел на пенсию. Начинает работу над мемуарами. Незадолго до смерти принял участие в строительстве кооперативного дома в Брюсовом переулке и переехал в него.
Скончался в больнице № 71 г. Москвы, похоронен на Введенском кладбище.

## Дружба с А. И. Солженицыным
Знакомство Александра Угримова с Солженицыным состоялось весной 1966 года. Их познакомила Н. И. Столярова (бывший секретарь Ильи Эренбурга). Угримов согласился[когда?] стать хранителем архива[какого?] писателя.
Нас познакомил Александр Исаевич, который как-то торжественно о нём говорил, как о человеке очень для него существенном и важном. Действительно, Александр Александрович был главным хранителем его архива. В те годы даже трудно себе представить, что это такое было. Как он рассказывал, у него были так называемые кроты. То есть, разные люди, у которых лежали разные части архива. Архив, собственно, делился на две части. На те, которые лежали неподвижно, давно написанные, и на ту часть, которая все время образовывалась. Александр Исаевич все время что-то писал и никогда ничего этого не хранил у себя, или хранил какой-то единственный экземпляр. Все это передавалось Александру Александровичу, и он развозил это по своим кротам. Иногда я с ним тоже путешествовала по очень разным местам. Мы даже уезжали из Москвы. Елена Чуковская
По воспоминаниям жены Солженицына Натальи, её муж и Александр Угримов были близкими друзьями.
В августе 1971 года Угримов тайно возил Солженицына на юг, где писатель намеревался собрать материал о расстреле в Новочеркасске. Эти события были описаны в очерке Угримова «История одной поездки».
Угримов по просьбе Солженицына написал две критических рецензии на первый и второй варианты его Нобелевской речи.

## Литературная деятельность
- «Земляки» — 1946, рассказ, опубликован в журнале «Новоселье», Нью-Йорк.
- «О Дурданском сопротивлении» — 1963.
- «Возвращение на Родину» — 1968—1972.
- «Детство» — 1970.
- «Предвоенные годы» — 1973.
- «Париж. Ecole de Meunerie» — 1974.
- «История одной поездки» — 1976.
- «Жизненный путь русского человека XX века», «История семьи Угримовых» — 1977—1981.
- «На смерть друга» — 1978.

В 2004 году отдельные воспоминания Александра Угримова были обработаны его дочерью Татьяной и издана как единая книга «Из Москвы в Москву через Париж и Воркуту».